# Leichtathletik-Europameisterschaften 1962/200 m der Frauen

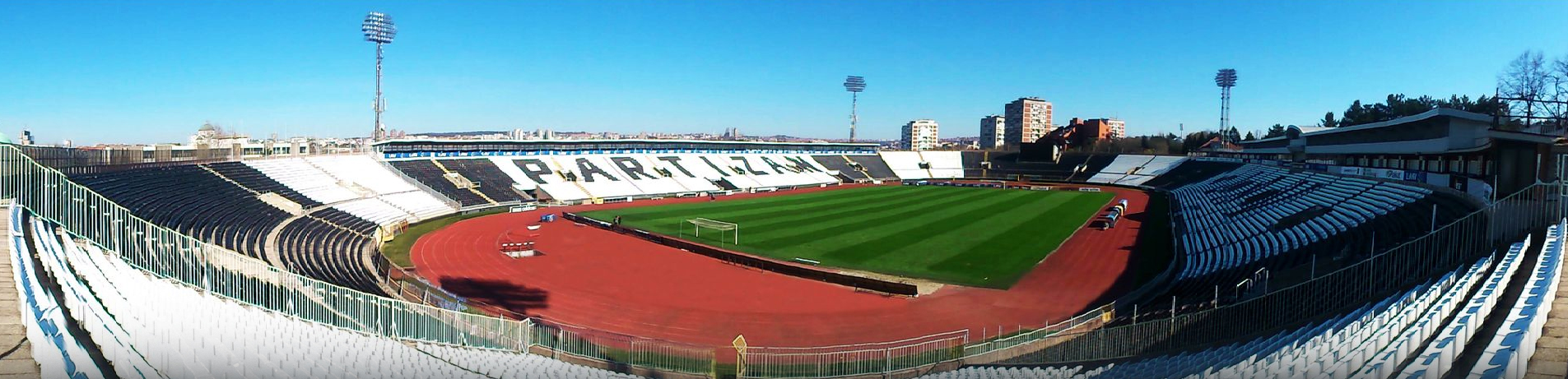
Panoramablick auf das Partizan-Stadion 2014 – 52 Jahre
nach den dortigen Europameisterschaften

Der 200-Meter-Lauf der Frauen bei den Leichtathletik-Europameisterschaften 1962 wurde am 14. und 15. September 1962 im Belgrader Partizan-Stadion ausgetragen.
Im Finale tauschten die beiden erstplatzierten Läuferinnen des 100-Meter-Finales die Reihenfolge. Europameisterin wurde die deutsche Olympiazweite von 1960 und Europarekordlerin Jutta Heine. Die britische Olympiazweite von 1960 über 100 Meter Dorothy Hyman gewann die Silbermedaille. Bronze ging an die polnische Titelverteidigerin Barbara Sobotta, vor vier Jahren Europameisterin unter ihrem früheren Namen Barbara Janiszewska.

## Rekorde

### Bestehende Rekorde
| Weltrekord   | 22,9 s | Wilma Rudolph          | Corpus Christi, USA                         | 9. Juli 1960       |
| Europarekord | 23,3 s | Jutta Heine            | Malmö, Schweden                             | 13. August 1962    |
| EM-Rekord    | 23,8 s | Stanisława Walasiewicz | EM Wien, Deutsches Reich (heute Österreich) | 18. September 1938 |

### Rekordeinstellungen / Rekordverbesserungen
Der bestehende EM-Rekord wurde bei diesen Europameisterschaften zweimal egalisiert und zweimal verbessert:
- Egalisierungen – 23,8 s:
  - Walentyna Maslowska (Sowjetunion), erster Vorlauf am 14. September
  - Barbara Sobotta (Polen), erstes Halbfinale am 14. September
- Verbesserungen:
  - 23,6 s – Jutta Heine (Deutschland), zweites Halbfinale am 14. September
  - 23,5 s – Jutta Heine (Deutschland), Finale am 15. September

## Vorrunde
14. September 1962, 16.00 Uhr
Die Vorrunde wurde in vier Läufen durchgeführt. Die ersten drei Athletinnen pro Lauf – hellblau unterlegt – qualifizierten sich für das Halbfinale.
Die Vorlaufeinteilungen sind im Nachhinein kaum nachvollziehbar. Nur vier Athletinnen schieden aus. Besonders bemerkenswert war das zweite Rennen, in dem nur drei Läuferinnen am Start waren, die nur irgendwie ins Ziel kommen mussten, um weiterzukommen.

### Vorlauf 1
Wind: +1,3 m/s
| Platz | Name                | Nation      | Zeit (s) |
| ----- | ------------------- | ----------- | -------- |
| 1     | Walentyna Maslowska | Sowjetunion | 23,8 CRe |
| 2     | Barbara Sobotta     | Polen       | 24,1     |
| 3     | Hannelore Raepke    | Deutschland | 24,2     |
| 4     | Michèle Davaze      | Frankreich  | 25,3     |

### Vorlauf 2
Wind: +1,0 m/s
| Platz | Name            | Nation         | Zeit (s) |
| ----- | --------------- | -------------- | -------- |
| 1     | Dorothy Hyman   | Großbritannien | 23,9     |
| 2     | Claudette Actis | Frankreich     | 24,7     |
| 3     | Ida Such        | Ungarn         | 25,1     |

### Vorlauf 3
Wind: +2,8 m/s
| Platz | Name             | Nation         | Zeit (s) |
| ----- | ---------------- | -------------- | -------- |
| 1     | Ann Packer       | Großbritannien | 24,0     |
| 2     | Elżbieta Szyroka | Polen          | 24,1     |
| 3     | Donata Govoni    | Italien        | 24,4     |
| 4     | Johanna Gaiser   | Deutschland    | 24,6     |
| 5     | Renée Enjalbert  | Frankreich     | 25,3     |

### Vorlauf 4
Wind: +0,9 m/s
| Platz | Name                | Nation         | Zeit (s) |
| ----- | ------------------- | -------------- | -------- |
| 1     | Jutta Heine         | Deutschland    | 24,1     |
| 2     | Daphne Arden        | Großbritannien | 24,5     |
| 3     | Olga Šikovec        | Jugoslawien    | 25,1     |
| 4     | Therese Schueremans | Belgien        | 26,5     |

## Halbfinale
14. September 1962, 20.25 Uhr
In den beiden Halbfinalläufen qualifizierten sich die jeweils ersten drei Athletinnen – hellblau unterlegt – für das Finale.

### Lauf 1

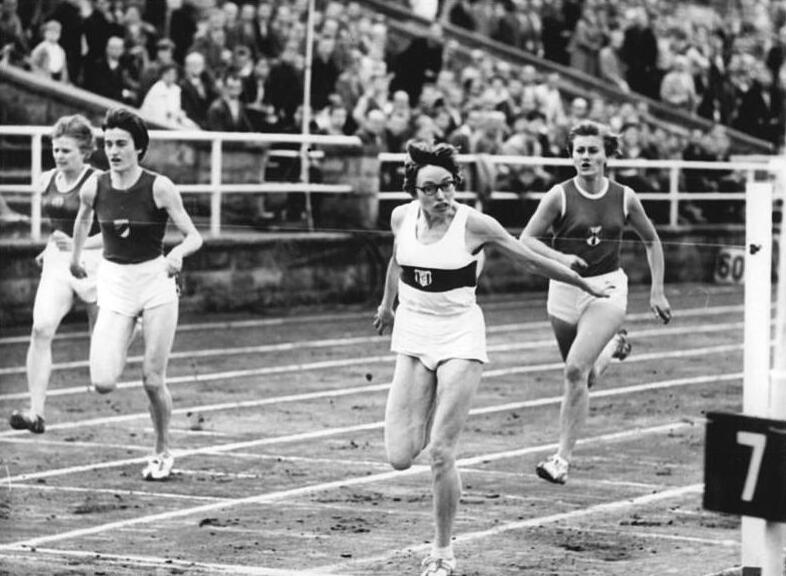
Die Vizeeuropameisterin von 1958 und 100-Meter-Fünfte hier in Belgrad Hannelore Raepke (Foto: siegreiche Läuferin mit Brille) scheiterte diesmal als Vierte des ersten Halbfinals

Wind: ±0,0 m/s
| Platz | Name                | Nation         | Zeit (s) |
| ----- | ------------------- | -------------- | -------- |
| 1     | Barbara Sobotta     | Polen          | 23,8 CRe |
| 2     | Walentyna Maslowska | Sowjetunion    | 24,0     |
| 3     | Ann Packer          | Großbritannien | 24,2     |
| 4     | Hannelore Raepke    | Deutschland    | 24,3     |
| 5     | Claudette Actis     | Frankreich     | 24,5     |
| 6     | Ida Such            | Ungarn         | 25,1     |

### Lauf 2
Wind: ±0,0 m/s
| Platz | Name             | Nation         | Zeit (s) |
| ----- | ---------------- | -------------- | -------- |
| 1     | Jutta Heine      | Deutschland    | 23,6 CR  |
| 2     | Dorothy Hyman    | Großbritannien | 23,7     |
| 3     | Daphne Arden     | Großbritannien | 24,3     |
| 4     | Elżbieta Szyroka | Polen          | 24,7     |
| 5     | Donata Govoni    | Italien        | 24,8     |
| 6     | Olga Šikovec     | Jugoslawien    | 25,0     |

Weitere im zweiten Halbfinale ausgeschiedene Sprinterinnen:

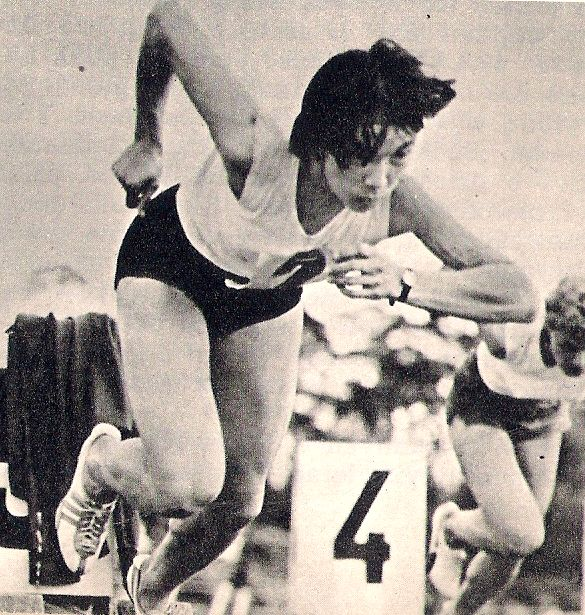
Elżbieta Szyroka, Sechste über 100 Meter – Rang vier
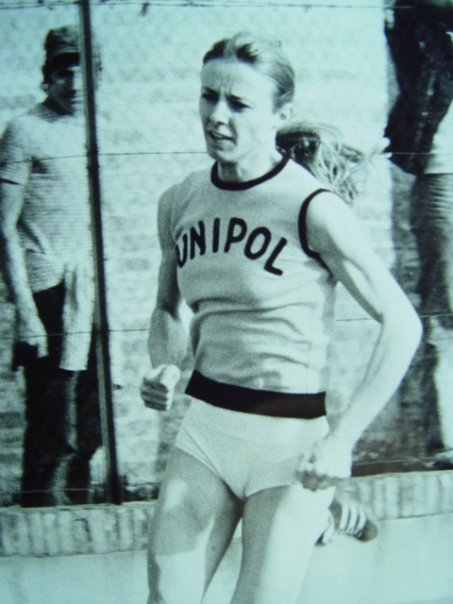
Donata Govoni – Rang fünf
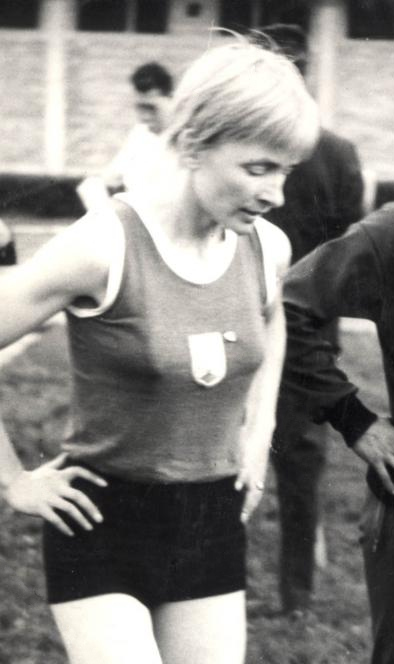
Olga Šikovec – Rang sechs

## Finale
15. September 1962, 16.40 Uhr
Wind: −2,3 m/s
| Platz | Name                | Nation         | Zeit (s) |
| ----- | ------------------- | -------------- | -------- |
| 1     | Jutta Heine         | Deutschland    | 23,5 CR  |
| 2     | Dorothy Hyman       | Großbritannien | 23,7     |
| 3     | Barbara Sobotta     | Polen          | 23,9     |
| 4     | Daphne Arden        | Großbritannien | 24,2     |
| 5     | Walentyna Maslowska | Sowjetunion    | 24,2     |
| 6     | Ann Packer          | Großbritannien | 24,4     |

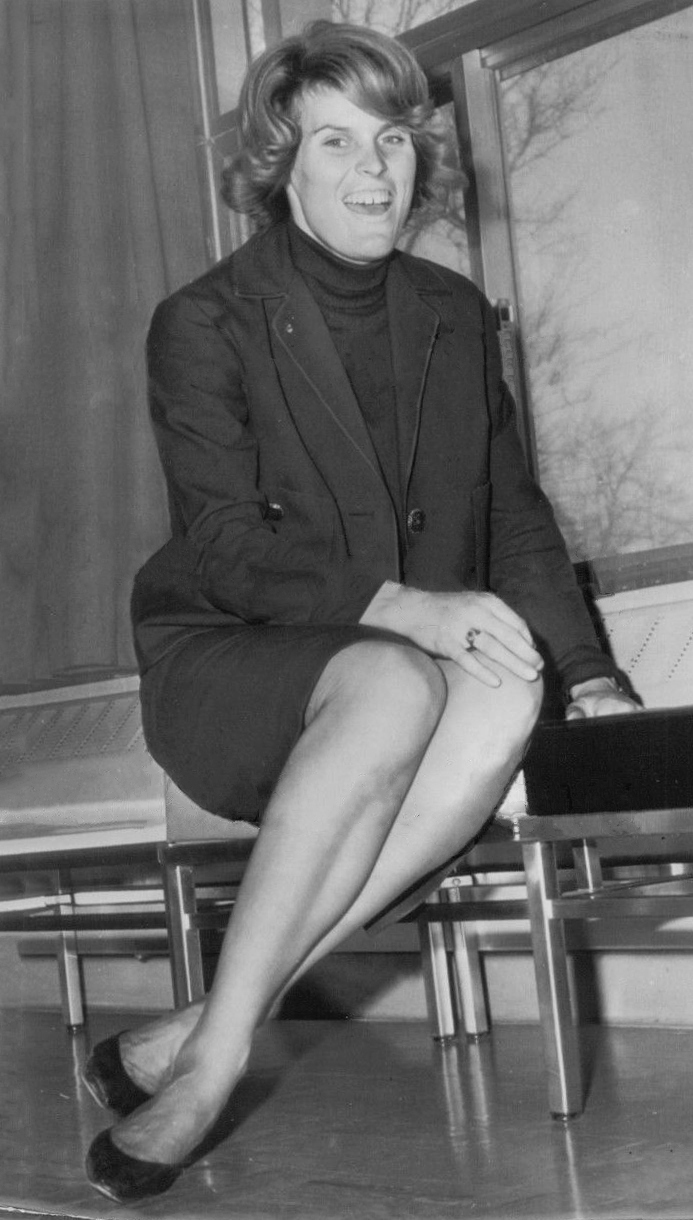
Nach olympischem Silber 1960 und Europarekord wurde Jutta Heine nun Europameisterin

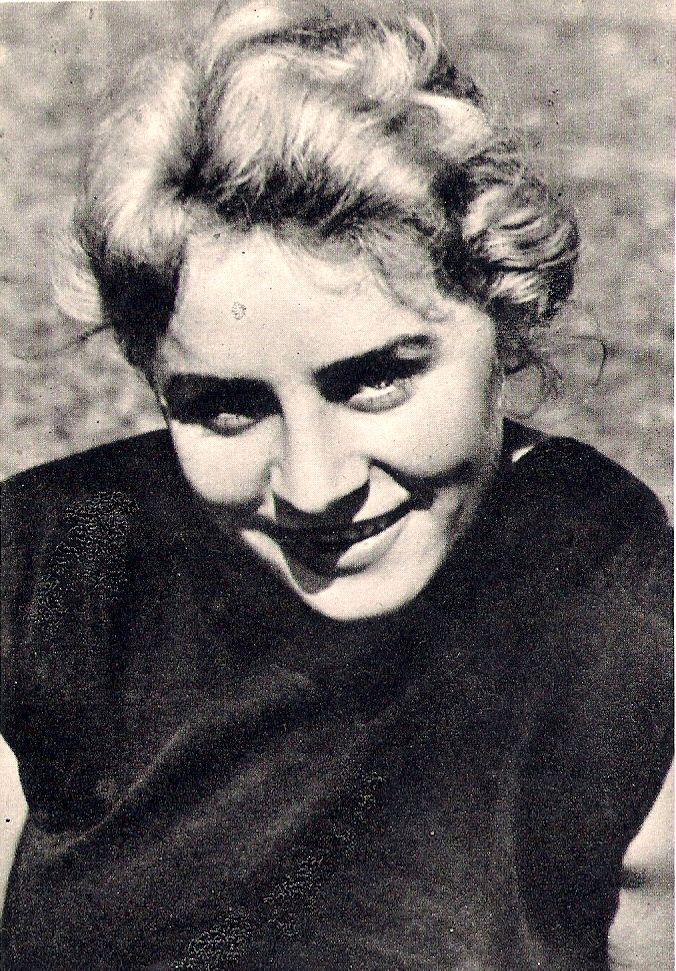
Titelverteidigerin Barbara Sobotta – damals als Barbara Janiszewska – gewann Bronze
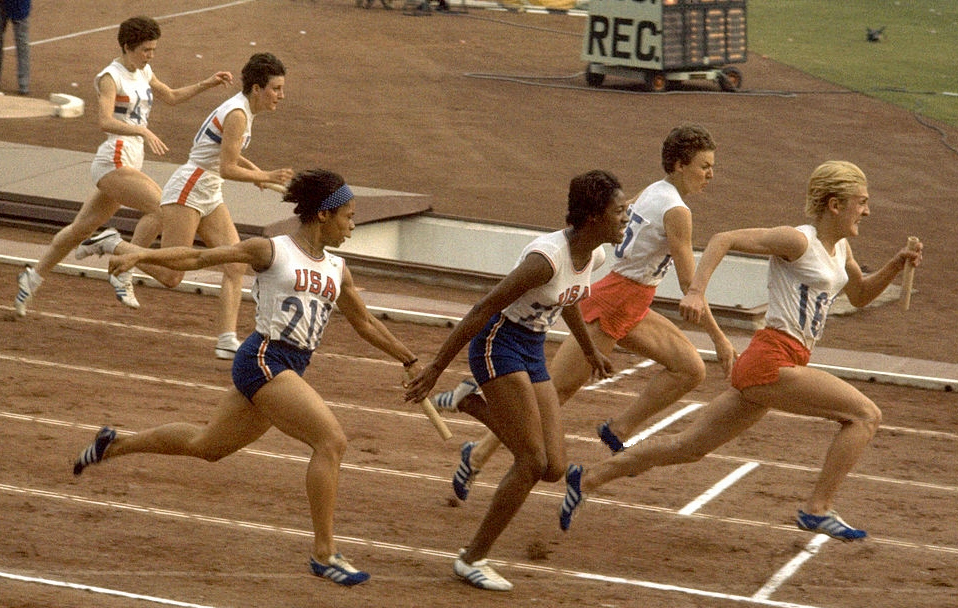
Daphne Arden (ganz links bei der Stabübergabe) belegte Rang vier
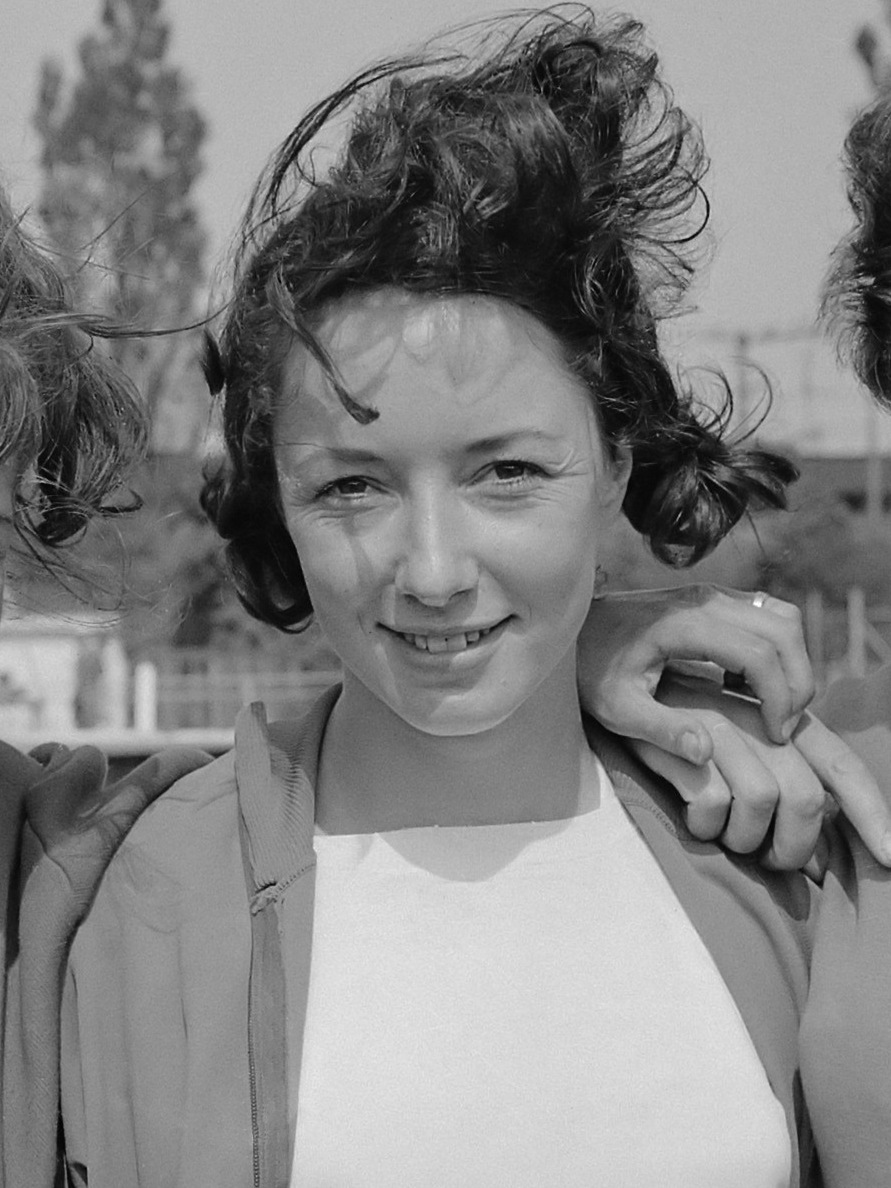
Ann Packer – 1964 Olympiasiegerin über 800 Meter – wurde in diesem Finale Sechste